# بورتو بيلو (فرجينيا)
بورتو بيلو (بالإنجليزية: Porto Bello)‏؛ هو مكان أو نُزل صيد لآخر حاكم ملكي لمستعمرة فرجينيا البريطانية، اللورد جون موري دونمور الرابع. الأسم يُحيي ذكرى معركة بورتو بيلو، حيث انتصارت البحرية البريطانية في بنما عام 1739 على الإسبان. فر اللورد دونمور إلى بورتو بيلو هربًا من المراحل المبكرة الأولى للثورة الأمريكية في ويليامزبرغ في فرجينيا. في وقت لاحق غادر المكان واستقل سفينة بريطانية مُلقاة في مرساة بالقرب من بورتو بيلو في نهر يورك.
يقع نُزل بورتو بيلو في مقاطعة يورك بولاية فرجينيا، في أراضي معسكر بيري. وهو مُدرج في السجل الوطني للأماكن التاريخية، لكنه مُغلق أمام الزوار بسبب تقييد الوصول إلى معسكر بيري.

## التاريخ المُستعمرة
أصبح دونمور حاكما ملكياً لمستعمرة فرجينيا عام 25 سبتمبر 1771. على الرغم من القضايا المتزايدة في بريطانيا العظمى للورد بوتيتورت، سلفه السابق، لكنه كان حاكماً شعبياً في فرجينيا حيث خدم المنطقة قبل عامين فقط من وفاته. كحاكم فرجينيا الاستعماري، وجه دونمور جون موري سلسلة من الحملات ضد الهنود المعروفة بأسم حرب اللورد دونمور. كانت قبائل شاوني الهدف الرئيسي لهذه الهجمات، وكان هدفه المعلن هو تعزيز مطالب مستوطني فرجينيا في الغرب، وخاصة في ولاية أوهايو، ولكن كان معروفًا أنه سيزيد من قاعدة قوته الخاصة من جانباً آخر. حتى أن البعض اتهم دونمور بالتواطؤ مع قبائل الشاوني وترتيب الحرب لإستنزاف الميليشيات في فرجينيا والمساعدة في حماية الموالية للمملكة، لكن البعض طالبو بثورة ضد الاستعمار. لكن جون موري نفى جميع الاتهامات، في تاريخه مع الحروب الهندية.
بسبب افتقاره للمهارات الدبلوماسية، حاول دونمور ان يحكم دون استشارة مجلس النواب في مجلس المستعمرات لأكثر من عام، مما أدى إلى تفاقم الأوضاع المتوتر بالفعل.
عندما قام دونمور أخيرًا بعقد الجمعية الاستعمارية في مارس 1773، والتي كانت الطريقة الوحيدة التي يمكنه من خلالها التعامل مع القضايا المالية لدعم حربه مالياً من خلال فرض ضرائب إضافية على السكان، عمدت اللجنة بدلاً من ذلك إلى تصميم لجنة مراسلات لبريطانيا العظمى للتعبير عن مخاوفهم المستمرة بشأن برنامج أعمال جون موراي في المنطقة. قام دونمور على الفور بتأجيل أعمال الجمعية. من جانبه زادت عمليات السطو والسرقة والتمرد، كما استمرت الجمعية في مناقشة مشاكلهم مع الضرائب الجديدة والفساد ونقص التمثيل إنجليزي في فرجينيا. عندما عاود دونمور عقد الجمعية في عام 1774، أصدرت اللجنة قرارًا يعلن يوم 1 يونيو 1774 يومًا للصيام والصلاة في فرجينيا. ردا على ذلك، حل دونمور مجلس الجمعية.
عاودت عمليات السطو مرة أخرى في مؤتمر فرجينيا الثاني وانتخب مندوبين في المؤتمر القاري. أصدر دونمور إعلانًا ضد انتخاب المندوبين إلى الكونغرس، لكنه فشل في اتخاذ إجراءات جدية. في مارس 1775، ساعد خطاب باتريك هنري «أعطني الحرية ، أو أعطني الموت !» الذي ألقاه في كنيسة سانت جون الأسقفية في ريتشموند في إقناع المندوبين بالموافقة على قرار يدعو إلى المقاومة المسلحة.

### مواجهة مع ميليشيا هانوفر
وصلت ميليشيا هانوفر، بقيادة باتريك هنري، خارج ويليامزبرغ في 3 مايو. في نفس اليوم، قام دونمور بإجلاء عائلته من قصر الحاكم إلى نزل الصيد، بورتو بيلو في مقاطعة يورك القريبة. في 6 مايو، أصدر دونمور إعلانًا ضد باتريك هنري وعدد من أتباعه بأنهم نظموا «شركة مستقلة ووضعوا أنفسهم في موقف الحرب».
هدد دونمور بفرض الأحكام العرفية، وتراجع في النهاية إلى بورتو بيلو للانضمام إلى عائلته. بعد أن طرده متمردو فرجينيا وأصابوه في ساقه،  في 8 يونيو، لجأ دونمور إلى السفينة الحربية البريطانية في نهر يورك. على مدى الأشهر المقبلة، أرسل دونمور العديد من الفرق الموالية لمداهمة ونهب المزارع على طول أنهار جيمس ويورك وبوتوماك، خاصة تلك التي يملكها المتمردون. زاد المغيرين من حدة التوتر مع الثوريين، لأنهم لم يسرقوا الإمدادات فحسب، بل شجعوا العبيد أيضًا على التمرد. في ديسمبر، علقت واشنطن «لا أعتقد أن إجبار سيادته على ظهر السفينة يكفي. لا شيء أقل من حرمانه من الحياة أو الحرية وتأمين السلام في ولاية فرجينيا، ودوافع الاستياء تحفز سلوكه لتدمير تلك المستعمرة بالكامل». خسر دونموربشكل حاسم في معركة الجسر العظيم Great Bridge في 9 ديسمبر 1775. بعد هذه الهزيمة، حمل دونمور قواته والعديد من الموالين لفرجينيا على السفن البريطانية. وانتشر مرض الجدري في بينهم، وتوفي حوالي 500 من أصل 800 من أفراد الفوج الإثيوبي.

### مناوشات نهائية والعودة إلى بريطانيا
في يوم رأس السنة الميلادية عام 1776، أصدر دونمور أوامرًا بحرق مباني الواجهة البحرية في نورفولك التي أطلقت منها القوات الوطنية النار على سفنه. ومع ذلك، انتشر الحريق. أحرقت المدينة، ومعه الأمل في أن يعود أنصار دونمور إلى فرجينيا. تراجع دونمور إلى نيويورك. تم إرسال بعض سفن أسطول اللاجئين إلى الجنوب، ومعظمها إلى ولاية فلوريدا. عندما أدرك أنه لا يستطيع استعادة السيطرة في فرجينيا، عاد دونمور إلى بريطانيا في يوليو 1776. استمر دونمور في استلام راتبه كحاكم للمستعمرة حتى عام 1783، عندما اعترفت بريطانيا بالاستقلال الأمريكي.

## روابط خارجية
- مسح المباني الأمريكية التاريخية